# کردآباد (کوهپایه)
کردآباد روستایی در دهستان جبل بخش تودشک کردآباد,شهرستان اصفهان استان اصفهان ایران است.

## جمعیت
بر پایه سرشماری عمومی نفوس و مسکن در سال ۱۳۹۵ جمعیت این روستا ۱۳۳ نفر (۵۲خانوار) بوده‌است.